# Aspidoscopulia
Aspidoscopulia is een geslacht van sponsdieren uit de klasse van de Hexactinellida.

## Soorten
- Aspidoscopulia australia Dohrmann, Göcke & Janussen, 2011
- Aspidoscopulia bisymmetrica Tabachnick, Menshenina, Pisera & Ehrlich, 2011
- Aspidoscopulia furcillata (Lévi, 1990)
- Aspidoscopulia ospreya Dohrmann, Göcke & Janussen, 2011
- Aspidoscopulia tetrasymmetrica Tabachnick, Menshenina, Pisera & Ehrlich, 2011